# Jun Woul-sik
Jun Woul-sik (koreanisch 전월식; * 20. Juli 1980) ist eine südkoreanische Badmintonspielerin. 

## Karriere
Jun Woul-sik gewann bei der Badminton-Juniorenweltmeisterschaft 1998 Bronze im Damendoppel. 1998 siegte sie in dieser Disziplin bei den Sri Lanka International. Im Jahr zuvor hatte er bereits die Korea International im Doppel gewonnen. 2005 war sie bei den Canadian Open erfolgreich.

## Sportliche Erfolge
| Saison | Veranstaltung           | Disziplin   | Platz | Name                          |
| ------ | ----------------------- | ----------- | ----- | ----------------------------- |
| 1998   | German Juniors          | Damendoppel | 1     | Lee Hyo-jung / Jun Woul-sik   |
| 1998   | Sri Lanka International | Damendoppel | 1     | Jun Woul-sik / Lee Hyo-jung   |
| 1999   | Japan Open              | Mixed       | 5     | Jung Sung-gyun / Jun Woul-sik |
| 2005   | Canadian Open           | Damendoppel | 1     | Jun Woul-sik / Ra Kyung-min   |